# La Rebolleda (Senyús)
|  | Per a altres significats, vegeu «La Rebolleda». |

La Rebolleda és un antic bosc de roures rebolls del Pallars Jussà situat en el terme municipal de Conca de Dalt, al Pallars Jussà, dins del territori de l'antic terme d'Hortoneda de la Conca, en l'àmbit del poble de Senyús.
Està situat al sud-oest de la Torre de Senyús, al nord dels Rocs de la Torre,. En el seu extrem occidental hi ha l'indret conegut com lo Caragol, i al seu nord-oest s'estén la Solana de la Torre de Senyús. El bosc és en part perdut pels incendis esdevinguts en aquest lloc, tot i que se'n conserva un tros.